# Ednásia Júnior
Ednasia Junior, nascida em 2002, é uma jogadora de xadrez angolana e Mestre FIDE Feminina (WMF). A primeira mulher angolana a ganhar um prêmio internacional de xadrez, ela está classificada em terceiro lugar entre as jogadoras angolanas em 1º de setembro de 2024.

## Carreira
Em 2017, venceu a Taça Africana de Xadrez Escolar vencendo todas as partidas.
Em 2018 e 2021,  venceu a Taça Angolana de Xadrez Feminino.  Em 2022, garantiu o segundo lugar na mesma competição, atrás de Caxita Esperança e à frente de Jemima Paulo.  No ano seguinte, voltou a vencer a mesma competição.
Em 2024, a atleta alcançou o segundo lugar no Campeonato Africano Feminino de Xadrez Rápido.  Esta medalha de prata é o segundo prémio mais significativo conquistado pela delegação desportiva angolana nos Jogos Africanos desse ano.
Ela aparece na mídia para representar sua disciplina em Angola, defendendo mais recursos para o xadrez no país e afirmando que atualmente é impossível exercê-lo como uma profissão de tempo integral.